# Liste der Gemarkungen von Dresden
Die Liste der Gemarkungen von Dresden enthält alle 109 Gemarkungen und mit ihnen sämtliche Stadt- und Ortsteile der sächsischen Landeshauptstadt.

## Überblick
Die „Gemarkung“ ist ein Begriff, der im Katasterwesen Verwendung findet. Sie untergliedert sich in eine unbestimmte Anzahl von Flurstücken. In Dresden sind die Gemarkungen in vielen Fällen im Namen und ihrer Fläche identisch mit den auf ihnen befindlichen Stadt- und Ortsteilen. Der Grund hierfür liegt darin, dass die Gemarkungen vor der Eingemeindung nach Dresden eigenständige Gemeinden bildeten und auch danach noch als Katasterbezirke erhalten blieben.
Die Bandbreite der Ausdehnung der Dresdner Gemarkungen ist recht groß. Die mit Abstand größte Gemarkung ist mit fast 49 Quadratkilometern Fläche das nahezu unbewohnte Waldgebiet der Dresdner Heide. Die anderen 17 größeren Gemarkungen mit einer Fläche von mindestens vier Quadratkilometern befinden sich entweder im Stadtzentrum oder sind große frühere Bauerndörfer am äußersten Rand der Stadt, entlang der heutigen Stadtaußengrenze. Ausnahmen hiervon sind der nahezu unbewohnte Heller (Gemarkung Hellerberge; weder Stadtzentrum noch Bauerndorf) und die ehemalige Stadt Klotzsche (nicht an der Stadtaußengrenze gelegen). Die durchschnittliche Gemarkungsfläche in Dresden beträgt 301,19 Hektar, also etwas mehr als drei Quadratkilometer. Insgesamt 14 Gemarkungen sind kleiner als ein Quadratkilometer, am kleinsten ist Wölfnitz mit weniger als 15 Hektar. In etwa mit der Gemarkungsgröße einher geht die jeweilige Anzahl der Flurstücke. Die größte bewohnte Gemarkung, die Neustadt, weist mit 5125 Parzellen die meisten Flurstücke auf.
Addiert man die Werte aller Gemarkungen zusammen, so ergibt sich für Dresden insgesamt eine Fläche von 32.830,75 Hektar (rund 328,31 Quadratkilometer), auf die sich 102.800 Flurstücke verteilen.
Nähere statistische Angaben werden zu den Gemarkungen nicht erhoben. Zu diesem Zweck wurden sogenannte statistische Stadtteile gebildet, die in der Liste der statistischen Stadtteile von Dresden genannt werden. Sie wurden Anfang der 1990er Jahre mit der Maßgabe geschaffen, eine Einwohnerzahl in einem gewissen Toleranzbereich aufzuweisen, und sind daher mit den in dieser Hinsicht höchst verschiedenen Gemarkungen nicht deckungsgleich.

## Legende
- Karte: Zeigt die Lage der Gemarkung (rote Fläche) innerhalb des Dresdner Stadtgebiets (graue Fläche).
- Gemarkungsschlüssel: Nennt die Schlüsselnummer der Gemarkung. Der Gemarkungsschlüssel bildet die ersten vier Stellen der Flurstücksnummern. Seine ersten beiden Ziffern zeigen den Kreis an, in dem die Gemarkungen zur Zeit ihrer Nummerierung (Anfang der 1990er Jahre) lagen. So steht die 02 für das alte Dresdner Stadtgebiet (vor den Eingemeindungen 1997/1999), die 30 für den damaligen Landkreis Dresden und die 37 (Kauscha) für den damaligen Landkreis Freital.
- Name: Nennt den Namen der Gemarkung.
- Fläche: Gibt die Fläche der Gemarkung in Hektar mit Stand vom Dezember 2008 an.
- Anzahl Flurstücke: Nennt die Anzahl der in der Gemarkung gelegenen Flurstücke mit Stand vom Dezember 2008.
- Eingemeindungsjahr: Nennt das Jahr der Eingemeindung des Orts- oder Stadtteils nach Dresden. Einige der heutigen Gemarkungen wurden nicht gleich komplett, sondern schrittweise eingemeindet. Im betreffenden Jahr wurde, sofern nicht anders angegeben, der größte Teil der heutigen Gemarkung eingemeindet.
- Bild: Zeigt eine für die Gemarkung typische Ansicht.
- Zugehörigkeit: Nennt den Stadtbezirk oder die Ortschaft, in der die Gemarkung liegt. Die Grenzen der Stadtbezirke stimmen nur selten mit den Gemarkungsgrenzen überein. Deshalb können Randbereiche einer Gemarkung bereits in anderen Stadtbezirken liegen. In diesen Fällen wird der Stadtbezirk, dem der größte Teil der Gemarkung angehört, in normaler Größe benannt. Die Stadtbezirke, zu denen nur kleinere Gemarkungsteile zählen, werden in entsprechend kleinerer Schrift aufgeführt.

## Gemarkungen von Dresden
| Karte | Gemarkungs- schlüssel | Name              | Fläche (ha) | Anzahl der Flurstücke | Eingemein- dungsjahr | Bild | Stadt-/Ortsteile                                                                       | Zugehörigkeit                                                                                    |
| ----- | --------------------- | ----------------- | ----------- | --------------------- | -------------------- | --- | -------------------------------------------------------------------------------------- | ------------------------------------------------------------------------------------------------ |
|       | 3001                  | Altfranken        | 128         | 735                   | 1997                 | Erhaltene Teile der Toranlage des abgerissenen Schlosses im Altfrankener Park                                | Altfranken                                                                             | Altfranken (Ortschaft)                                                                           |
|       | 0208                  | Altstadt I        | 419         | 1943                  | Stadtkern            | Canalettoblick auf die Silhouette der Dresdner Altstadt                                                      | Innere Altstadt, Pirnaische Vorstadt, Seevorstadt, innere Wilsdruffer Vorstadt         | Altstadt (Stadtbezirk)                                                                           |
|       | 0209                  | Altstadt II       | 1029        | 2880                  | 1554                 | Palais im Großen Garten                                                                                      | Johannstadt, Südvorstadt, Seevorstadt-Ost/Großer Garten äußere Wilsdruffer Vorstadt    | Altstadt (Stadtbezirk), Blasewitz (Stadtbezirk), Cotta (Stadtbezirk), Plauen (Stadtbezirk)       |
|       | 0201                  | Blasewitz         | 280         | 1479                  | 1921                 | Elbbrücke Blaues Wunder und die historische Gaststätte Schillergarten am Schillerplatz                       | Blasewitz, Neugruna                                                                    | Blasewitz (Stadtbezirk)                                                                          |
|       | 3007                  | Borsberg          | 116         | 348                   | 1999                 | Ortsteil Borsberg mit der gleichnamigen, vom Schönfelder Hochland aus gesehen sehr flachen Bergkuppe (links) | Borsberg                                                                               | Schönfeld-Weißig (Ortschaft)                                                                     |
|       | 3009                  | Brabschütz        | 168         | 336                   | 1999                 | Dorfkern von Brabschütz                                                                                      | Brabschütz                                                                             | Mobschatz (Ortschaft)                                                                            |
|       | 0202                  | Briesnitz         | 145         | 1028                  | 1921                 | Briesnitzer Kirche                                                                                           | Briesnitz                                                                              | Cotta (Stadtbezirk)                                                                              |
|       | 0203                  | Bühlau            | 343         | 1809                  | 1921                 | St.-Michaelis-Kirche Bühlau                                                                                  | Bühlau, Quohren                                                                        | Loschwitz (Stadtbezirk)                                                                          |
|       | 0204                  | Coschütz          | 309         | 1274                  | 1921                 | Karlsruher Straße in Coschütz                                                                                | Coschütz                                                                               | Plauen (Stadtbezirk)                                                                             |
|       | 3014                  | Cossebaude        | 281         | 1611                  | 1997                 | Bismarckturm Cossebaude                                                                                      | Cossebaude, Neu-Leuteritz                                                              | Cossebaude (Ortschaft)                                                                           |
|       | 0205                  | Cotta             | 158         | 1327                  | 1903                 | Rathaus Cotta                                                                                                | Cotta                                                                                  | Cotta (Stadtbezirk)                                                                              |
|       | 3018                  | Cunnersdorf       | 162         | 461                   | 1999                 | Dorfkern von Cunnersdorf                                                                                     | Cunnersdorf                                                                            | Schönfeld-Weißig (Ortschaft)                                                                     |
|       | 0206                  | Dobritz           | 160         | 618                   | 1921                 | Kulturdenkmal Dobritzer Mühle                                                                                | Dobritz                                                                                | Blasewitz (Stadtbezirk), Leuben (Stadtbezirk), Prohlis (Stadtbezirk)                             |
|       | 0207                  | Dölzschen         | 219         | 931                   | 1945                 | Weißeritztalbrücke der Bundesautobahn A17 über den Plauenschen Grund, darüber die Begerburg in Dölzschen     | Dölzschen                                                                              | Cotta (Stadtbezirk)                                                                              |
|       | 0211                  | Dresdner Heide    | 4890        | 386                   | 1949                 | Prießnitz-Wasserfall in der Dresdner Heide                                                                   | Dresdner Heide                                                                         | Loschwitz (Stadtbezirk), Klotzsche (Stadtbezirk)                                                 |
|       | 3019                  | Eschdorf          | 765         | 881                   | 1999                 | St.-Barbara-Kirche in Eschdorf                                                                               | Eschdorf, Rosinendörfchen                                                              | Schönfeld-Weißig (Ortschaft)                                                                     |
|       | 0210                  | Friedrichstadt    | 641         | 1243                  | 1836                 | Ehemalige Tabakfabrik Yenidze in der Friedrichstadt                                                          | Friedrichstadt                                                                         | Altstadt (Stadtbezirk), Cotta (Stadtbezirk)                                                      |
|       | 0214                  | Gittersee         | 107         | 988                   | 1945                 | Gitterseer Kirche                                                                                            | Gittersee                                                                              | Plauen (Stadtbezirk)                                                                             |
|       | 3024                  | Gönnsdorf         | 115         | 891                   | 1999                 | Gönnsdorf mit seiner Sternwarte, rechts die Spitze des Fernsehturms                                          | Gönnsdorf                                                                              | Schönfeld-Weißig (Ortschaft)                                                                     |
|       | 3084                  | Gomlitz           | 220         | 753                   | 1999                 | Dorfkern von Gomlitz                                                                                         | Gomlitz                                                                                | Weixdorf (Ortschaft)                                                                             |
|       | 3025                  | Gompitz           | 135         | 517                   | 1999                 | Dorfkern von Gompitz                                                                                         | Gompitz                                                                                | Gompitz (Ortschaft)                                                                              |
|       | 0215                  | Gorbitz           | 318         | 1334                  | 1921                 | Plattenbauten in Gorbitz                                                                                     | Gorbitz                                                                                | Cotta (Stadtbezirk)                                                                              |
|       | 0216                  | Gostritz          | 117         | 317                   | 1921                 | Dorfkern von Gostritz                                                                                        | Gostritz                                                                               | Plauen (Stadtbezirk)                                                                             |
|       | 0217                  | Großluga          | 158         | 442                   | 1950                 | Dorfkern von Großluga                                                                                        | Luga                                                                                   | Prohlis (Stadtbezirk), Leuben (Stadtbezirk)                                                      |
|       | 0218                  | Großzschachwitz   | 82          | 422                   | 1950                 | Dorfkern von Großzschachwitz                                                                                 | Großzschachwitz                                                                        | Leuben (Stadtbezirk)                                                                             |
|       | 0219                  | Gruna             | 132         | 720                   | 1901                 | Hochhäuser am Ende der Stübelallee in Gruna                                                                  | Gruna                                                                                  | Blasewitz (Stadtbezirk)                                                                          |
|       | 3070                  | Helfenberg        | 298         | 683                   | 1999                 | Herrenhaus Helfenberg                                                                                        | Eichbusch, Helfenberg, Rockau                                                          | Schönfeld-Weißig (Ortschaft)                                                                     |
|       | 0220                  | Hellerau          | 555         | 2868                  | 1950                 | Festspielhaus Hellerau                                                                                       | Hellerau, Rähnitz                                                                      | Klotzsche (Stadtbezirk)                                                                          |
|       | 0221                  | Hellerberge       | 693         | 307                   | 1949                 | Hellersiedlung                                                                                               | Hellerberge                                                                            | Klotzsche (Stadtbezirk), Neustadt (Stadtbezirk), Pieschen (Stadtbezirk)                          |
|       | 0222                  | Hosterwitz        | 186         | 515                   | 1950                 | Kirche Maria am Wasser in Hosterwitz                                                                         | Hosterwitz                                                                             | Loschwitz (Stadtbezirk)                                                                          |
|       | 0223                  | Kaditz            | 487         | 2280                  | 1903                 | Emmauskirche in Kaditz                                                                                       | Kaditz                                                                                 | Pieschen (Stadtbezirk)                                                                           |
|       | 0225                  | Kaitz             | 113         | 421                   | 1921                 | Dorfkern von Kaitz                                                                                           | Kaitz                                                                                  | Plauen (Stadtbezirk)                                                                             |
|       | 3742                  | Kauscha           | 186         | 326                   | 1999                 | Stiel-Eiche (Naturdenkmal) im Dorfkern von Kauscha                                                           | Kauscha                                                                                | Prohlis (Stadtbezirk)                                                                            |
|       | 0226                  | Kemnitz           | 102         | 533                   | 1921                 | Elbbrücke der Bundesautobahn A4 mit dem Stadtteil Kemnitz                                                    | Kemnitz                                                                                | Cotta (Stadtbezirk)                                                                              |
|       | 0227                  | Kleinluga         | 45          | 110                   | 1950                 | Luthereiche im Dorfkern von Kleinluga                                                                        | Luga                                                                                   | Prohlis (Stadtbezirk)                                                                            |
|       | 0228                  | Kleinpestitz      | 79          | 555                   | 1921                 | Dorfkern von Kleinpestitz                                                                                    | Kleinpestitz                                                                           | Plauen (Stadtbezirk)                                                                             |
|       | 0229                  | Kleinzschachwitz  | 117         | 889                   | 1921                 | Putjatinhaus in Kleinzschachwitz                                                                             | Kleinzschachwitz                                                                       | Leuben (Stadtbezirk)                                                                             |
|       | 0230                  | Klotzsche         | 866         | 2982                  | 1950                 | Terminal des Dresdner Flughafens in Klotzsche                                                                | Klotzsche                                                                              | Klotzsche (Stadtbezirk), Neustadt (Stadtbezirk), Weixdorf (Ortschaft)                            |
|       | 3041                  | Krieschendorf     | 89          | 165                   | 1999                 | Dorfkern von Krieschendorf                                                                                   | Krieschendorf                                                                          | Schönfeld-Weißig (Ortschaft)                                                                     |
|       | 3036                  | Langebrück        | 696         | 2418                  | 1999                 | Dorfteich im Langebrücker Unterdorf                                                                          | Langebrück                                                                             | Langebrück (Ortschaft)                                                                           |
|       | 0231                  | Laubegast         | 191         | 1281                  | 1921                 | Laubegaster Elbufer                                                                                          | Laubegast                                                                              | Leuben (Stadtbezirk)                                                                             |
|       | 3085                  | Lausa             | 586         | 2383                  | 1999                 | Erb-, Brau- und Schänkgut nebst der Lausaer Kirche                                                           | Friedersdorf, Lausa                                                                    | Weixdorf (Ortschaft), Klotzsche (Stadtbezirk)                                                    |
|       | 0232                  | Leuben            | 245         | 939                   | 1921                 | Sächsische Staatsoperette in Leuben                                                                          | Leuben                                                                                 | Leuben (Stadtbezirk)                                                                             |
|       | 0233                  | Leubnitz-Neuostra | 290         | 2008                  | 1921                 | Leubnitzer Kirche                                                                                            | Leubnitz-Neuostra                                                                      | Prohlis (Stadtbezirk)                                                                            |
|       | 3010                  | Leuteritz         | 108         | 177                   | 1999                 | Dorfkern von Leuteritz                                                                                       | Alt-Leuteritz                                                                          | Mobschatz (Ortschaft)                                                                            |
|       | 0234                  | Leutewitz         | 63          | 393                   | 1921                 | Leutewitzer Windmühle                                                                                        | Leutewitz                                                                              | Cotta (Stadtbezirk)                                                                              |
|       | 0235                  | Lockwitz          | 388         | 1670                  | 1930                 | Lockwitztalbrücke der Bundesautobahn A17 bei Lockwitz                                                        | Lockwitz                                                                               | Prohlis (Stadtbezirk)                                                                            |
|       | 0236                  | Löbtau            | 200         | 1450                  | 1903                 | Straßenzug mit typischer Bebauung in Löbtau                                                                  | Löbtau                                                                                 | Cotta (Stadtbezirk)                                                                              |
|       | 0237                  | Loschwitz         | 390         | 2219                  | 1921                 | Elbhang mit Loschwitzer Kirche (Bildmitte) und Schwebebahn                                                   | Loschwitz                                                                              | Loschwitz (Stadtbezirk), Neustadt (Stadtbezirk)                                                  |
|       | 3040                  | Malschendorf      | 116         | 406                   | 1999                 | Malschendorf von Eichbusch aus gesehen                                                                       | Malschendorf                                                                           | Schönfeld-Weißig (Ortschaft)                                                                     |
|       | 3086                  | Marsdorf          | 500         | 979                   | 1999                 | Marsdorf | Marsdorf                                                                               | Weixdorf (Ortschaft)                                                                             |
|       | 3011                  | Merbitz           | 121         | 301                   | 1999                 | Dorfkern von Merbitz                                                                                         | Merbitz                                                                                | Mobschatz (Ortschaft)                                                                            |
|       | 0238                  | Meußlitz          | 111         | 958                   | 1950                 | Dorfkern von Meußlitz                                                                                        | Meußlitz                                                                               | Leuben (Stadtbezirk)                                                                             |
|       | 0239                  | Mickten           | 199         | 1487                  | 1903                 | Dorfkern von Mickten                                                                                         | Mickten                                                                                | Pieschen (Stadtbezirk)                                                                           |
|       | 3043                  | Mobschatz         | 152         | 557                   | 1999                 | Dorfkern von Mobschatz                                                                                       | Mobschatz                                                                              | Mobschatz (Ortschaft)                                                                            |
|       | 0240                  | Mockritz          | 170         | 1152                  | 1921                 | Dorfkern von Mockritz                                                                                        | Mockritz                                                                               | Plauen (Stadtbezirk), Prohlis (Stadtbezirk)                                                      |
|       | 0241                  | Naußlitz          | 127         | 1038                  | 1903                 | Kaiserhof im Dorfkern von Naußlitz                                                                           | Naußlitz                                                                               | Cotta (Stadtbezirk)                                                                              |
|       | 0212                  | Neustadt          | 1572        | 5125                  | 1549                 | Der Goldene Reiter, Standbild Augusts des Starken                                                            | Albertstadt, Äußere Neustadt, Innere Neustadt, Leipziger Vorstadt, Radeberger Vorstadt | Neustadt (Stadtbezirk), Klotzsche (Stadtbezirk), Loschwitz (Stadtbezirk), Pieschen (Stadtbezirk) |
|       | 0242                  | Nickern           | 166         | 1086                  | 1930                 | Schloss Nickern                                                                                              | Nickern                                                                                | Prohlis (Stadtbezirk)                                                                            |
|       | 3015                  | Niedergohlis      | 185         | 480                   | 1997                 | Dorfkern von Niedergohlis                                                                                    | Gohlis                                                                                 | Cossebaude (Ortschaft)                                                                           |
|       | 0243                  | Niederpoyritz     | 72          | 448                   | 1950                 | Niederpoyritz von der anderen Elbseite aus gesehen                                                           | Niederpoyritz                                                                          | Loschwitz (Stadtbezirk)                                                                          |
|       | 0244                  | Niedersedlitz     | 299         | 1735                  | 1950                 | Rathaus Niedersedlitz                                                                                        | Niedersedlitz                                                                          | Prohlis (Stadtbezirk), Leuben (Stadtbezirk)                                                      |
|       | 3016                  | Niederwartha      | 193         | 373                   | 1997                 | Pumpspeicherwerk Niederwartha                                                                                | Niederwartha                                                                           | Cossebaude (Ortschaft)                                                                           |
|       | 3017                  | Obergohlis        | 153         | 509                   | 1997                 | Gohliser Windmühle                                                                                           | Gohlis                                                                                 | Cossebaude (Ortschaft)                                                                           |
|       | 0245                  | Oberpoyritz       | 147         | 503                   | 1950                 | Blick auf die Rysselkuppe, den markanten Weinberg oberhalb von Oberpoyritz                                   | Oberpoyritz                                                                            | Loschwitz (Stadtbezirk)                                                                          |
|       | 3046                  | Oberwartha        | 204         | 353                   | 1997                 | Dorfkern in Oberwartha mit der Dorflinde (Naturdenkmal)                                                      | Oberwartha                                                                             | Oberwartha (Ortschaft)                                                                           |
|       | 3047                  | Ockerwitz         | 147         | 460                   | 1999                 | Dorfkern von Ockerwitz                                                                                       | Ockerwitz                                                                              | Gompitz (Ortschaft)                                                                              |
|       | 0246                  | Omsewitz          | 214         | 940                   | 1930                 | Dorfkern von Omsewitz                                                                                        | Burgstädtel, Omsewitz                                                                  | Cotta (Stadtbezirk)                                                                              |
|       | 3053                  | Pappritz          | 149         | 1254                  | 1999                 | Pumpe und Feuerwehrhaus in Pappritz                                                                          | Pappritz                                                                               | Schönfeld-Weißig (Ortschaft)                                                                     |
|       | 3026                  | Pennrich          | 200         | 568                   | 1999                 | Dorfkern von Pennrich                                                                                        | Pennrich                                                                               | Gompitz (Ortschaft)                                                                              |
|       | 0247                  | Pieschen          | 224         | 1777                  | 1897                 | Rathaus Pieschen                                                                                             | Pieschen                                                                               | Pieschen (Stadtbezirk)                                                                           |
|       | 0248                  | Pillnitz          | 477         | 665                   | 1950                 | Schloss Pillnitz                                                                                             | Pillnitz                                                                               | Loschwitz (Stadtbezirk)                                                                          |
|       | 0249                  | Plauen            | 203         | 1316                  | 1903                 | Rathaus Plauen                                                                                               | Plauen                                                                                 | Plauen (Stadtbezirk), Cotta (Stadtbezirk)                                                        |
|       | 3012                  | Podemus           | 208         | 167                   | 1999                 | Dorfkern von Podemus                                                                                         | Podemus                                                                                | Mobschatz (Ortschaft)                                                                            |
|       | 0250                  | Prohlis           | 190         | 522                   | 1921                 | Plattenbauten in Prohlis                                                                                     | Prohlis                                                                                | Prohlis (Stadtbezirk)                                                                            |
|       | 0251                  | Räcknitz          | 119         | 313                   | 1902                 | Trefftz-Bau der TU Dresden in Räcknitz                                                                       | Räcknitz                                                                               | Plauen (Stadtbezirk)                                                                             |
|       | 0252                  | Reick             | 210         | 694                   | 1913                 | Panometer in Reick                                                                                           | Reick                                                                                  | Prohlis (Stadtbezirk), Blasewitz (Stadtbezirk), Leuben (Stadtbezirk)                             |
|       | 3073                  | Reitzendorf       | 207         | 462                   | 1999                 | Kleinbauernmuseum Reitzendorf                                                                                | Reitzendorf                                                                            | Schönfeld-Weißig (Ortschaft)                                                                     |
|       | 3013                  | Rennersdorf       | 95          | 210                   | 1999                 | Dorfkern von Rennersdorf                                                                                     | Rennersdorf                                                                            | Mobschatz (Ortschaft)                                                                            |
|       | 0253                  | Rochwitz          | 197         | 952                   | 1921                 | Dorfkern von Rochwitz                                                                                        | Rochwitz                                                                               | Loschwitz (Stadtbezirk)                                                                          |
|       | 3027                  | Roitzsch          | 99          | 137                   | 1999                 | Dorfkern von Roitzsch                                                                                        | Roitzsch                                                                               | Gompitz (Ortschaft)                                                                              |
|       | 3020                  | Rossendorf        | 396         | 154                   | 1999                 | Eingang ins Forschungszentrum Rossendorf                                                                     | Rossendorf                                                                             | Schönfeld-Weißig (Ortschaft)                                                                     |
|       | 0254                  | Roßthal           | 157         | 413                   | 1945                 | Schloss Roßthal                                                                                              | Neunimptsch, Roßthal                                                                   | Cotta (Stadtbezirk)                                                                              |
|       | 3071                  | Schönborn         | 516         | 529                   | 1999                 | Schönborner Kirche                                                                                           | Schönborn                                                                              | Schönborn (Ortschaft)                                                                            |
|       | 3072                  | Schönfeld         | 381         | 1014                  | 1999                 | Schloss Schönfeld                                                                                            | Schönfeld                                                                              | Schönfeld-Weißig (Ortschaft)                                                                     |
|       | 3075                  | Schullwitz        | 475         | 786                   | 1999                 | Dorfkern von Schullwitz                                                                                      | Schullwitz                                                                             | Schönfeld-Weißig (Ortschaft)                                                                     |
|       | 0255                  | Seidnitz          | 279         | 914                   | 1902                 | Tribüne der Seidnitzer Pferderennbahn                                                                        | Seidnitz                                                                               | Blasewitz (Stadtbezirk)                                                                          |
|       | 0256                  | Söbrigen          | 26          | 165                   | 1950                 | Söbrigen von Zschieren aus gesehen                                                                           | Söbrigen                                                                               | Loschwitz (Stadtbezirk)                                                                          |
|       | 0257                  | Sporbitz          | 101         | 324                   | 1950                 | Dorfkern von Sporbitz                                                                                        | Sporbitz                                                                               | Leuben (Stadtbezirk), Prohlis (Stadtbezirk)                                                      |
|       | 3028                  | Steinbach         | 156         | 162                   | 1999                 | Dorfkern von Steinbach                                                                                       | Steinbach                                                                              | Gompitz (Ortschaft)                                                                              |
|       | 0258                  | Stetzsch          | 148         | 686                   | 1921                 | Dorfkern von Stetzsch                                                                                        | Stetzsch                                                                               | Cotta (Stadtbezirk)                                                                              |
|       | 0259                  | Strehlen          | 366         | 1971                  | 1892                 | Christuskirche in Strehlen                                                                                   | Strehlen                                                                               | Prohlis (Stadtbezirk), Altstadt (Stadtbezirk), Blasewitz (Stadtbezirk), Plauen (Stadtbezirk)     |
|       | 0260                  | Striesen          | 321         | 2218                  | 1892                 | Ernemannturm in Striesen                                                                                     | Striesen                                                                               | Blasewitz (Stadtbezirk)                                                                          |
|       | 0261                  | Tolkewitz         | 189         | 522                   | 1912                 | Krematorium des Friedhofs in Tolkewitz                                                                       | Tolkewitz                                                                              | Blasewitz (Stadtbezirk), Leuben (Stadtbezirk)                                                    |
|       | 0262                  | Torna             | 54          | 229                   | 1921                 | Dorfkern von Torna                                                                                           | Torna                                                                                  | Prohlis (Stadtbezirk)                                                                            |
|       | 0263                  | Trachau           | 399         | 1619                  | 1903                 | Großsiedlung Trachau (Hans-Richter-Siedlung)                                                                 | Trachau                                                                                | Pieschen (Stadtbezirk)                                                                           |
|       | 0264                  | Trachenberge      | 119         | 456                   | 1897                 | Weinbergskirche in Trachenberge                                                                              | Trachenberge                                                                           | Pieschen (Stadtbezirk), Klotzsche (Stadtbezirk)                                                  |
|       | 0265                  | Übigau            | 94          | 333                   | 1903                 | Schloss Übigau                                                                                               | Übigau                                                                                 | Pieschen (Stadtbezirk)                                                                           |
|       | 3029                  | Unkersdorf        | 317         | 353                   | 1999                 | Unkersdorfer Kirche                                                                                          | Unkersdorf                                                                             | Gompitz (Ortschaft)                                                                              |
|       | 0266                  | Wachwitz          | 160         | 695                   | 1930                 | Wachwitz mit Fernsehturm                                                                                     | Wachwitz                                                                               | Loschwitz (Stadtbezirk)                                                                          |
|       | 0267                  | Weißer Hirsch     | 86          | 377                   | 1921                 | Bautzner Straße am Weißen Hirsch um 1900                                                                     | Weißer Hirsch                                                                          | Loschwitz (Stadtbezirk)                                                                          |
|       | 3082                  | Weißig            | 704         | 2973                  | 1999                 | Wohnpark Weißig                                                                                              | Weißig                                                                                 | Schönfeld-Weißig (Ortschaft)                                                                     |
|       | 3083                  | Weixdorf          | 247         | 961                   | 1999                 | Dorfkern von Weixdorf                                                                                        | Weixdorf                                                                               | Weixdorf (Ortschaft)                                                                             |
|       | 0268                  | Wilschdorf        | 509         | 1608                  | 1950                 | AMD-Chipfabrik, dahinter rechts der Dorfkern von Wilschdorf                                                  | Wilschdorf                                                                             | Klotzsche (Stadtbezirk)                                                                          |
|       | 0269                  | Wölfnitz          | 15          | 159                   | 1903                 | Siedlungsgebäude am Stieglitzgrund in Wölfnitz                                                               | Wölfnitz                                                                               | Cotta (Stadtbezirk)                                                                              |
|       | 3074                  | Zaschendorf       | 146         | 286                   | 1999                 | Straße „Am Waldrand“ in Zaschendorf                                                                          | Zaschendorf                                                                            | Schönfeld-Weißig (Ortschaft)                                                                     |
|       | 3030                  | Zöllmen           | 120         | 303                   | 1999                 | Brunnen im Dorfkern von Zöllmen                                                                              | Zöllmen                                                                                | Gompitz (Ortschaft)                                                                              |
|       | 0270                  | Zschertnitz       | 85          | 297                   | 1902                 | Plattenbauten in Zschertnitz im Winter                                                                       | Zschertnitz                                                                            | Plauen (Stadtbezirk)                                                                             |
|       | 0271                  | Zschieren         | 269         | 1121                  | 1950                 | Dorfkern von Zschieren                                                                                       | Zschieren                                                                              | Leuben (Stadtbezirk)                                                                             |

## Quelle
- Vermessungsverwaltung des Freistaates Sachsen: Katasterstand und Fläche. Sonderausgabe aus dem Liegenschaftsbuch. Landeshauptstadt Dresden. Auszug vom 23. Dezember 2008.